# Józef Abelewicz
Józef Abelewicz (* 17. März 1821 in Anykščiai; † 3. Juli 1882) war ein polnischer römisch-katholischer Geistlicher und Lehrer.

## Leben
Józef Abelewicz kam am 17. März 1821 als Sohn von Wincenty und Anna in Anykščiai zur Welt. Seine Schulbildung absolvierte er von 1833 bis 1838 in Troškūnai und besuchte von 1840 bis 1842 das Diözesanseminar in Vilnius. Von 1842 bis 1846 besuchte er die Römisch-Katholische Geistliche Akademie in Sankt Petersburg, die er mit dem Grad des Magister Theologiae abschloss. Die Priesterweihe erhielt er am 6. Juni 1846 in Sankt Petersburg. Danach war er zunächst als Kaplan des Gymnasiums in Świsłocz tätig, wurde in demselben Jahr noch an das Geistliche Seminar in Vilnius berufen, wo er bis 1853 Dogmatik lehrte. In diesem Jahr wurde er Kirchenadministrator der Pfarrei in Waukawysk und dortiger Dekan. Im Jahre 1856 wurde er schließlich Pfarrer in Waukawysk.
Im Jahre 1870 wurde er als Inspektor des Geistlichen Seminariums in Vilnius berufen, wo er bis 1872 Vorlesung in Homiletik und bis 1878 in Heiliger Schrift hielt. Am 30. Juli 1878 wurde er Rektor des Seminariums und somit Nachfolger von Maciej Harasimowicz, der von der Regierung abgesetzt wurde. Zudem hielt er in dieser Funktion Vorlesungen zum kanonischen Recht.
Am 3. Juli 1882 verstarb er an einem Schlaganfall.